# XRDS
XRDS (eXtensible Resource Descriptor Sequence) est un format XML de requête et découverte de métadonnées liées à une ressource. En particulier, la découverte de services liés à une ressource.